# کونگ فیوری ۲
کونگ فیوری ۲ (به انگلیسی: Kung Fury 2) یک فیلم کمدی آماده اکران در ژانر هنرهای رزمی به کارگردانی دیوید سندبرگ که دنباله‌ای بر قسمت قبلی محسوب می‌شود. بازیگران اصلی این قسمت از فیلم مایکل فاسبندر، آرنولد شوارتزنگر، الکساندرا شیپ، لوئیس امریک و رالف مولر می‌باشند.

## داستان
سال ۱۹۸۵ میلادی میامی زیر نظر مراقب کونگ فیوری و تاندرکوپس او، آخرین نیروی پلیس که از سراسر تاریخ برای غلبه بر کونگ فورر شرور، آدولف هیتلر، جمع شده بود، ایمن است. پس از مرگ غم‌انگیز Thundercop که گروه را متلاشی می‌کند، یک شرور مرموز از سایه‌ها بیرون می‌آید تا به تلاش فیورر برای دستیابی به سلاح نهایی کمک کند. کونگ فیوری برای نجات دوستانش باید از طریق مکان و زمان سفر کند، از آکادمی معتبر میامی کونگ فو دفاع کند و یک بار و برای همیشه شر را شکست دهد.

## تولید
فیلمبرداری در ژوئیه ۲۰۱۹ در بلغارستان و آلمان آغاز شد. در تاریخ ۲۵ سپتامبر، صفحه رسمی Laser Unicorns در اینستاگرام تأیید کرد که فیلمبرداری به پایان رسیده‌است.